# Bersey
Bersey war ein britischer Hersteller von Automobilen.

## Unternehmensgeschichte
Das Unternehmen W. C. Bersey aus London begann 1895 mit der Produktion von Automobilen. 1899 endete die Produktion.

## Fahrzeuge
Die Fahrzeuge waren mit Elektromotoren ausgestattet. 
Beim Emancipation Run 1896 von London nach Brighton starteten zwei Bersey-Fahrzeuge, ein Landau und ein Phaeton.
Zwischen 1897 und 1899 wurden einige Fahrzeuge als Taxi in London eingesetzt, die sich aber nicht bewährten.

Ein Fahrzeug dieser Marke ist im National Motor Museum in Beaulieu zu besichtigen.

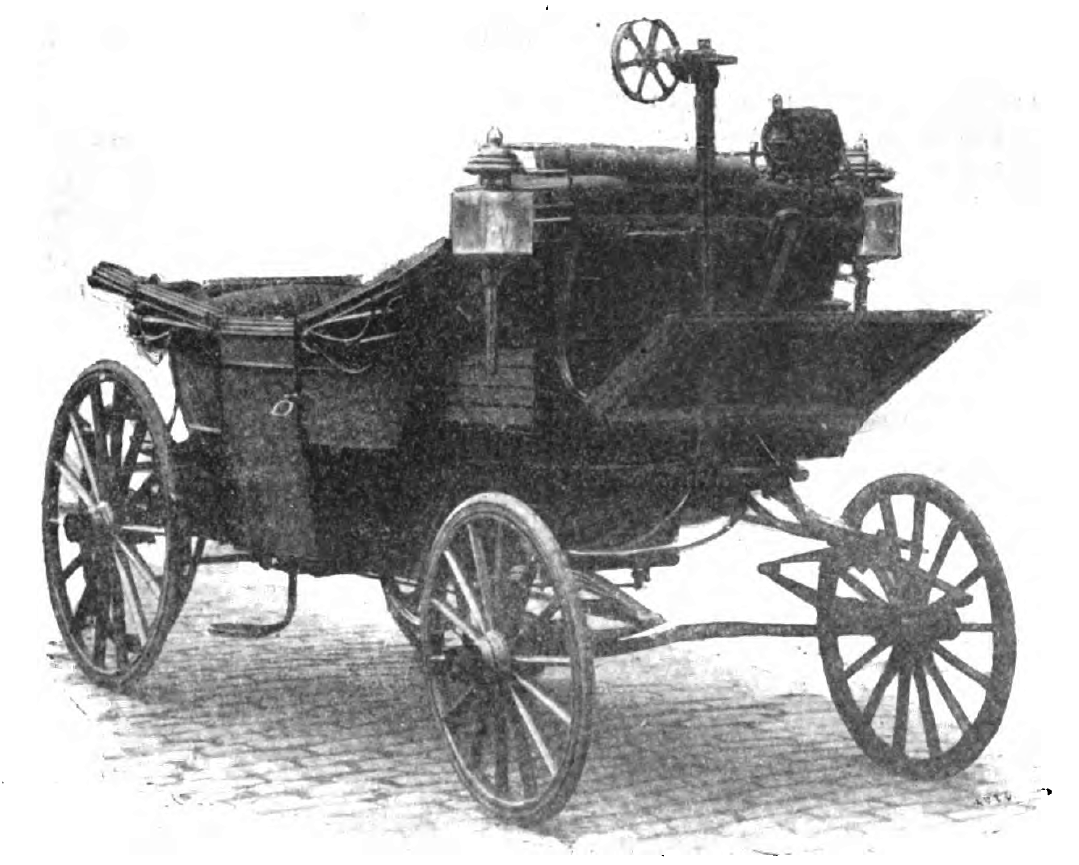
Bersey Landau electric (1896)

## Weblink
- GTÜ Gesellschaft für Technische Überwachung mbH (abgerufen am 22. Dezember 2013)